# 瓜精
瓜精是在《白兔记》登场的妖怪，在唐滌生改編的《白兔記》中，曾表明劉智遠與李三娘之情事，因而附會出白兔，因而附會出瓜精，然后瓜精涉於神怪。剧情里劉智遠被兄嫂設計，前往瓜園斬殺瓜精。但后来瓜精来送盔甲，而瓜精實為天上神將所化，在交戰片旬之後，鑽入地下並將兵書留下，劉智遠因以得到兵書寶劍。